# Жбанов Володимир Іванович
Жбанов Володимир Іванович (біл. Уладзімір Іванавіч Жбанаў; *26 січня 1954, Мінськ — †16 січня 2012, Мінськ) — білоруський скульптор.

## Біографія
Народився 26 січня 1954 року у Мінську в сім'ї військовика.
У 1973 році закінчив Мінське художнє училище імені Глібова. У 1979 році закінчив Білоруський театрально-художній інститут (відділ скульптури художнього факультету).
Служив в Афганістані. Після служби в Армії три роки навчався у творчих майстернях Академії мистецтв СРСР. У 1985—1999 роках — викладач вищої категорії у Мінському художньому училищі імені Глібова.
З 1993 року член Білоруської спілки художників.

## Роботи

### Встановлені в Мінську
- «Таня» (1981) — Національний художній музей Республіки Білорусь
- «Віра Харужая» (1982) — Національний художній музей Республіки Білорусь
- Герб Республіки Білорусь (1996) — будинок Національного банку Республіки Білорусь
- «Незнайомка» (1998) — Михайлівський сквер
- «Курець» (1999) — Михайлівський сквер
- «Дівчинка з парасолькою» (2000) — Михайлівський сквер
- «Дама з сабачкай» (2001) — Комаровський ринок
- «Фатограф» (2001) — Комаровський ринок
- «Екіпаж» (2004) — біля ратуші
- «Гусар» (2004) — Музей історії міста Мінська (скульптура у внутрішньому дворі)
- «Дойлід» (2006) — площа Незалежності, Мінськ

## Встановлені в інших містах
- «Дама з собачкою», копія — Могильов, при входідо Драматичного театру
- «Паручник Ржевський» — Павлоград, Україна
- Скульптура-фонтан «Золотий трьохлистник» (2011) — Молодечна (на головній площі), встановлений до «Дожинок—2011»)
- «Вісник» (2011) — Молодечна (на площі «Старе Місто»).